# Oliver Nelson
Oliver Nelson (4 de junio de 1932 - 28 de octubre de 1975) fue un saxofonista, clarinetista y compositor de jazz de origen estadounidense.

## Biografía y carrera musical
Nelson nació el 4 de junio de 1932 en San Luis, Misuri, en un entorno altamente influenciado por la música: su hermano era saxofonista y había tocado con Cootie Williams en los años 40, y su hermana cantaba y tocaba el piano. Nelson empezó sus estudios de piano a la edad de seis años, y los de saxofón a los once años. Aún en edad escolar, tuvo su primer contrato como músico en la orquesta de Cootie Williams, donde su hermano también era saxofonista. Desde 1947, colaboró en diferentes bandas “de territorio” en San Luis, para, en 1950, pasar a formar parte durante un año de la big band de Louis Jordan, donde se encargaba de los arreglos y tocaba el saxofón alto.
Tras realizar el servicio militar en el Cuerpo de Marines de los Estados Unidos, volvió a Misuri y se dedicó al estudio de solfeo, composición y teoría musical en las Universidades de Washington y Lincoln, graduándose en 1958.
Tras la graduación, Nelson se trasladó a Nueva York, donde tocó con Erskine Hawkins y Wild Bill Davis, mientras trabajaba de arreglista en el Teatro Apollo de Harlem. También colaboró con la Louie Bellson band en la Costa Oeste, y en ese mismo año empezó a grabar discos con grupos pequeños. Desde 1960 a 1961 tocó el saxo tenor con Quincy Jones, tanto en su gira americana como europea.
Después de seis álbumes como líder entre 1959 y 1961 (en los que contó con la colaboración de músicos de la talla de Kenny Dorham, Johnny Hammond, Eric Dolphy, Roy Haynes, King Curtis y Jimmy Forrest) llegó su gran éxito al grabar el disco que le encumbró a la cima del jazz: The Blues and the Abstract Truth (Impulse!), que contiene la conocida "Stolen Moments". Este álbum le dio fama como compositor y músico, y le permitió seguir grabando una serie de álbumes con big bands, así como realizar los arreglos para Cannonball Adderley, Sonny Rollins, Eddie Davis, Johnny Hodges, Wes Montgomery, Buddy Rich, Jimmy Smith, Billy Taylor, Stanley Turrentine, y muchos más. 
En 1967, Nelson se trasladó a Los Ángeles. Aparte de sus apariciones con su big band (en Berlín, Montreux, Nueva York y Los Ángeles), realizó una gira por África Occidental con un pequeño grupo. 
También se dedicó a componer piezas para la televisión y el cine (incluyendo Death of a Gunfighter, Ironside, Night Gallery, Colombo, El hombre de los seis millones de dólares, La mujer biónica, y Longstreet), y también a la producción y arreglos de estrellas del pop como Nancy Wilson, James Brown, The Temptations y Diana Ross. Esta faceta más comercial nunca sustituyó su afán por la composición e interpretación jazzística, aunque le privaba de mucho tiempo. Murió de un ataque al corazón causado por una pancreatitis el 28 de octubre de 1975. Está sepultado en el Inglewood Park Cemetery en Inglewood.

## Discografía

### Como líder

#### Impulse! Records
- 1961: Three Dimensions
- 1961: The Blues and the Abstract Truth
- 1964: More Blues and the Abstract Truth
- 1966: Sound Pieces
- 1966: Oliver Nelson Plays Michelle
- 1966: Happenings
- 1967: Spirit of `67" (with Pee Wee Russell)
- 1967: Live in Los Angeles
- 1967: Musical Tribute to JFK: The Kennedy Dream

#### Prestige Records
- 1959: Meet Oliver Nelson
- 1960: Taking Care of Business
- 1960: Images
- 1960: Screamin' the Blues
- 1960: Soul Battle
- 1960: Nocturne
- 1961: Straight Ahead
- 1961: Main Stem
- 1962: Afro/American Sketches
- 1962: Impressions of Phaedra

#### Flying Dutchman Records
- 1969: Black Brown and Beautiful
- 1970: Berlin Dialogue for Orchestra
- 1970: Live in Berlin
- 1971: Swiss Suite
- 1974: In London with Oily Rags
- 1975: Skull Session
- 1978: Soulful Brass #2

#### Otros sellos
- 1962: Full Nelson (Verve Records)
- 1962: Impressions of Phaedra (United Artists)
- 1964: Fantabulous (Argo Records)
- 1966: Leonard Feather Presents the Sound of Feeling and the Sound of Oliver Nelson (Verve Records)
- 1971: Impressions of Berlin (Philips)
- 1973: Fugue and Bossa
- 1975: Stolen Moments (Inner City)
- 1976: A Dream Deferred (RCA)